# Paisii, Veliko Tărnovo
Paisii (în bulgară Паисий) este un sat în comuna Gorna Oreahovița, regiunea Veliko Tărnovo,  Bulgaria. 

## Demografie
Componența etnică a satului Paisii
     Turci (50%)
     Bulgari (41,09%)
     Nicio identificare (8,9%)
     Altele (0%)
La recensământul din 2011, populația satului Paisii era de 146 locuitori. Nu există o etnie majoritară, locuitorii fiind turci (50%) și bulgari (41,09%). Pentru 8,9% din locuitori nu este cunoscută apartenența etnică.